# Asplenium poolii
Asplenium poolii är en svartbräkenväxtart som beskrevs av Bak. Asplenium poolii ingår i släktet Asplenium och familjen Aspleniaceae. Utöver nominatformen finns också underarten A. p. linearipinnatum.